# Jahmir Hyka
Jahmir Hyka (n. 8 martie 1988), este un fotbalist albanez care joacă pe postul de mijlocaș stânga pentru Maccabi Netanya din Ligat Ha'al și pentru echipa națională a Albaniei.
Un produs al lui Dinamo Tirana, Hyka și-a început cariera de fotbalist profesionist în Norvegia la Rosenborg, unde nu a jucat niciun meci în campionat. El s-a transferat la clubul grec Olympiacos în 2007, din nou fără a juca în campionat, și care l-a împrumutat apoi Tiranei. Meciurile bune făcute de Hyka la Tirana i-au adus un transfer la 1. FSV Mainz 05 din 2. Bundesliga în 2008, debutând în Bundesliga în 2009. A jucat pentru Panionios în prima jumătate a sezonului 2010-2011, după care s-a întors la Tirana în ianuarie 2011 și a ajutat-o KF Tirana să câștige Cupa Albaniei. În vara lui 2011, el a plecat din nou din Albania pentru a juca la Luzern din Elveția, pentru care a jucat în peste 150 de meciuri în șase ani. În februarie 2017, el a semnat cu San Jose Earhquakes din Major League Soccer.
În ianuarie 2019, Jahmir Hyka a semnat cu Maccabi Netanya un contract pe un an și jumătate.
Hyka a reprezentat Albania la nivel de tineret, jucând pentru categoriile de vârstă sub 17 ani, sub 19 ani și sub 21 de ani. El și-a făcut debutul la echipa mare în 2007, iar un an mai târziu a marcat cel mai rapid gol al Albaniei în istorie. De atunci, el a strâns 47 de selecții până în mai 2019.

## Cariera pe echipe

### Cariera timpurie și Norvegia
Hyka s-a alăturat echipei locale Dinamo Tirana la vârsta de 12 ani, unde a jucat pentru echipele de tineret timp de patru ani, până când a ajuns la prima echipă din 2004. El a fost urmărit de mai multe cluburi europene, chiar dacă nu a jucat în niciun meci oficial pentru Dinamo Tirana, care l-a împrumutat în 2005 la echipa norvegiană Rosenborg BK. La Rosenborg, Hyka nu a reușit să se impună în prima echipă, nereușind să joace niciun meci în campionat și fiind trecut pe foaia de joc de două ori, în august și septembrie 2006.

### Grecia și întoarcerea în Albania
În 2007, Hyka a fost vândut de Dinamo Tirana clubului grec Olympiacos, pentru o sumă de transfer de 600.000 €. Nici la Olympiakos nu a primit multe șanse, așa că a acceptat să fie împrumutat la KF Tirana, campioana de atunci ai Superligii Albaniei 2006-2007, la timp pentru sezonul 2007-2008.
Înapoi la Tirana, Hyka a jucat în 32 de meciuri, marcând două goluri, iar forma sa bună nu a trecut neobservată. Echipa croată Dinamo Zagreb s-a interesat de el, iar Hyka a fost aproape de un transfer.

### Mainz
În iunie 2008, Hyka a semnat un contract pe trei ani cu echipa germană 1. FSV Mainz 05.

### Panionios
În 2010, după doar 13 meciuri jucate pentru echipa germană, majoritatea din postura de rezervă, Hyka a fost din nou vândut, de data aceasta în Grecia, cu Panionios plătind pentru transferul său 120.000 €.

### Întoarcerea la Tirana
După o perioadă dificilă în Grecia, Hyka s-a întors în Albania, semnând din nou cu Tirana, unde fusese împrumutat anterior. Transferul s-a făcut pe 29 ianuarie 2011, în timp ce el era încă în Grecia. Președintele Tiranei, Refik Halili, și-a exprimat deja dorința de a-l aduce pe Hyka în timpul prezentării lui Bekim Balaj.
Hyka și-a făcut debutul la 20 februarie 2011 în remiza albă cu Shkumbini Peqin acasă. O lună mai târziu, într-un meci împotriva aceluiași adversar, a marcat primul gol din acel sezon printr-o lovitură liberă de la 25 de metri, echipa sa câștigând la limită, 1-0. El a continuat să facă meciuri bune, marcând de două ori în victoria Tiranei cu 4-0 cu Laçi în aprilie. Doar patru zile mai târziu, el a marcat al patrulea gol al sezonului în înfrângerea cu 6-1 cu Elbasani de pe Stadionul Selman Strmas. Tirana a terminat sezonul pe poziția a cincea cu 44 de puncte, fără a se clasa pe un loc care să îi permită participarea în competițiile europene, ceea ce a dus la plecarea lui Hyka.

### Luzern

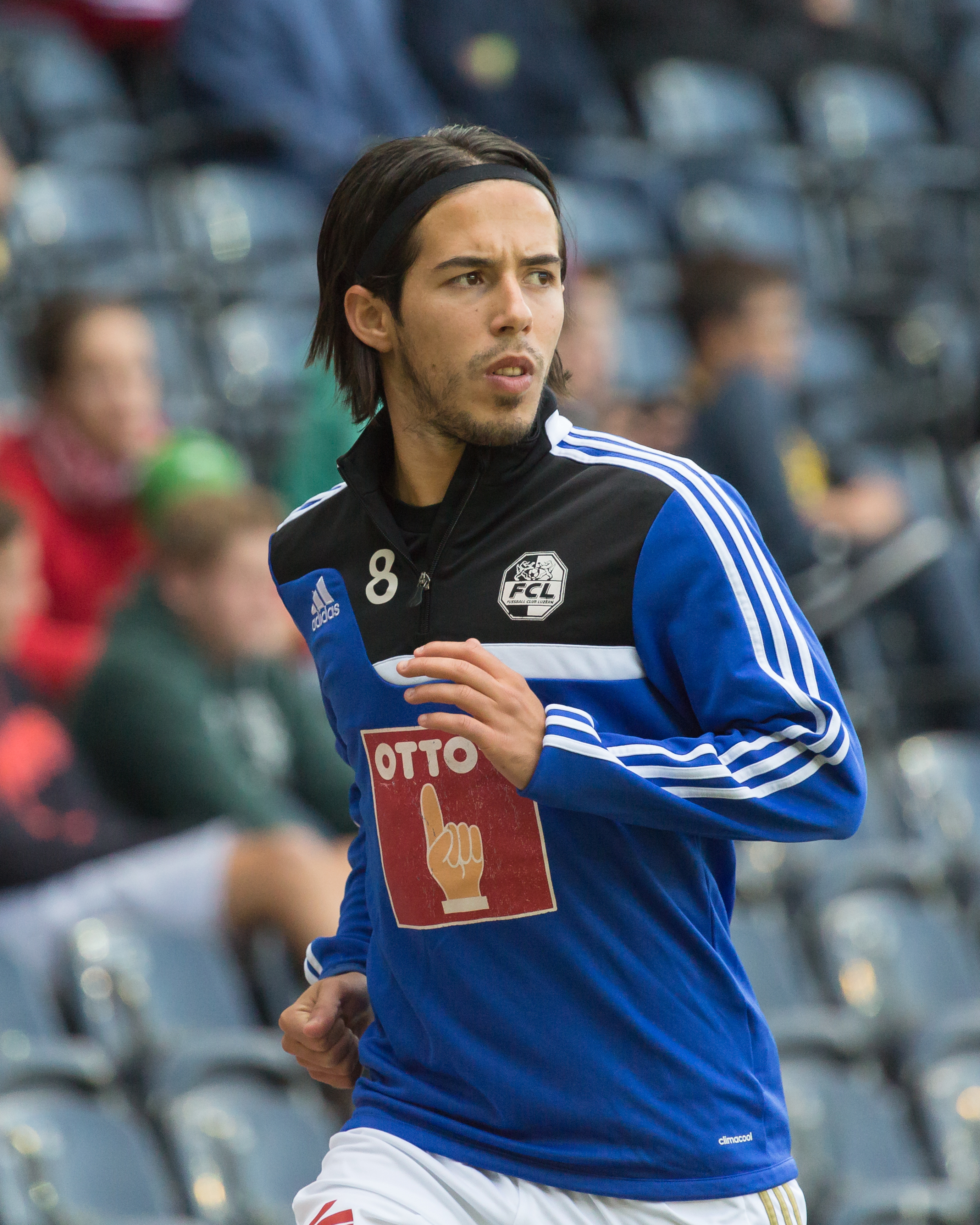
Hyka încălzindu-se înainte de meciul de la Luzern

În vara anului 2011, Hyka a fost transferat la FC Luzern din Superliga Elvețiană. El a marcat primul gol cu Luzern pe 6 august 2011, într-un egal cu 1-1 împotriva lui Young Boys după ce a intrat în minutul 62, înscriind golul egalizator în minutul 86. Fanii lui Luzern l-au numit „Messi al Albaniei”.
Hyka a marcat un gol de la 20 de metri într-o înfrângere scor 4-1 împotriva St Gallen la 1 septembrie 2013. A marcat un gol și a oferit mai multe pase de gol pentru Luzern într-o victorie 4-2 împotriva lui Terre Sainte din Cupa Elveției pe 15 septembrie 2013.

### San Jose Earthquakes
La 3 februarie 2017, Hyka a semnat cu San Jose Earthquakes din Major League Soccer. El a jucat pentru prima dată pentru echipă la 25 februarie 2017 în ultimul amical al lui San Jose Earthquakes de dinainte de începerea campionatului jucat împotriva lui Sacramento, intrând la pauză și marcând un gol în minutul 79. Hyka a jucat în primul său meci în MLS intrând de pe banca de rezerve în minutul 70 în deschiderea sezonului în meciul cu Montreal Impact de pe 4 martie 2017, care s-a terminat cu victoria formației sale cu 1-0. A dat primele două pase de gol în cel de-al doilea meci pe care jucat pentru San Jose pe 11 martie 2017, intrând la pauză și dând două pase de gol în victoria cu 3-2 cu Vancouver Whitecaps.
La 18 martie 2017, Hyka a jucat pentru prima dată titular într-un meci de MLS într-o înfrângere cu 2-1 cu Sporting Kansas City. Primul său gol l-a marcat la 14 aprilie 2017, cu zece secunde rămase din prelungirile meciului în meciul împotriva lui FC Dallas, care s-a terminat cu scorul de 1-1. Hyka a deschis scorul împotriva lui Portland Timbers în minutul 8 al meciului câștigat cu 3-0 pe 7 mai. El i-a dat o pasă de gol lui Vako pe 20 iulie împotriva lui Red Bulls din New York, care s-a terminat cu o înfrângere, scor 5-1.
După încheierea sezonului 2018, lui Hyka nu i s-a oferit posibilitatea de a-și prelungi contractul, părăsind echipa după ce a jucat în 52 de meciuri. În urma plecării din club, Hyka s-a întors în Albania a început să se antreneze cu vechiul său club Tirana pentru a se menține în formă.

### Maccabi Netanya FC
În ianuarie 2019, Hyka a semnat cu echipa Maccabi Netanya FC din Prima Ligă a Israelului din postura de jucător liber de contract.

## Cariera internațională
La 7 februarie 2007, Hyka și-a făcut debutul pentru Albania într-un meci amical împotriva Macedoniei. La 20 august 2008, a marcat primul gol pentru Albania împotriva Liechtensteinului în secunda 46 a meciului, făcându-l cel mai rapid gol din istoria naționalei Albaniei.
După o absență de doi ani, el s-a întors în echipa națională a Albaniei fiind convocat de același selecționer Gianni De Biasi pentru meciul amical împotriva Marocului la 31 august 2016 și meciul de deschidere a calificărilor pentru Campionatul Mondial FIFA 2018 împotriva Macedoniei la 5 septembrie 2016.

## Stil de joc
Un jucător rapid, energic și agil, Hyka poate juca atât ca aripă stânga, cât și ca mijlocaș ofensiv. Fanii Luzernului l-au poreclit „Messi al Albaniei” din cauza faptului că este mai mic de înălțime, dar și din cauza driblingului și a vitezei. Dominic Kinnear, antrenorul echipei San Jose, l-a lăudat pe Hyka în cadrul conferinței de presă în care el a semnat contractul cu noua sa echipă, declarând că: „Este foarte inteligent când are mingea și se descurcă bine pe spații mici”, adăugând că „are o primă atingere bună”. Managerul general al lui Earthquakes, Jesse Fioranelli, și analistul MLS Matt Doyle au scos în evidență imprevizibilitatea lui Hyka pe teren.

## Viața personală
Hyka are patru frați, două surori și doi frați care locuiesc în orașul său natal Tirana. Este islamist practicant, se roagă de cinci ori zilnic și postește în timpul Ramadanului lucru pe care l-a făcut de la vârsta de 12 ani. El merge la moschee când programul de la clubul de fotbal îi permite, fiind văzut în cadrul unei moschei alături de coechipierul Chadli Amri de la fostul său club, 1. FSV Mainz 05.
Este fluent în limbile albaneză, germană și engleză.
Începând cu 13 martie 2018, Hyka posedă o carte verde americană, care îi dă voie să joace în campionatul intern, MLS.

## Statistici privind cariera

### Club
Până pe 14 aprilie 2018 
| Club            | Sezon         | Campionat           | Campionat | Campionat | Cupă    | Cupă   | Continental | Continental | Altele  | Altele | Total   | Total  |
| Club            | Sezon         | Divizie             | Meciuri   | Goluri    | Meciuri | Goluri | Meciuri     | Goluri      | Meciuri | Goluri | Meciuri | Goluri |
| --------------- | ------------- | ------------------- | --------- | --------- | ------- | ------ | ----------- | ----------- | ------- | ------ | ------- | ------ |
| Rosenborg       | 2006          | Tippeligaen         | 0         | 0         | 0       | 0      | —           | —           | —       | —      | 0       | 0      |
| Olympiacos      | 2006–2007     | Superliga Greciei   | 0         | 0         | 0       | 0      | —           | —           | —       | —      | 0       | 0      |
| Tirana          | 2007–2008     | Superliga Albaniei  | 32        | 2         | 1       | 0      | —           | —           | 1       | 0      | 34      | 2      |
| 1. FSV Mainz 05 | 2008–2009     | 2. Bundesliga       | 5         | 0         | 2       | 0      | —           | —           | —       | —      | 7       | 0      |
| 1. FSV Mainz 05 | 2009–2010     | Bundesliga          | 8         | 0         | 1       | 0      | —           | —           | —       | —      | 9       | 0      |
| 1. FSV Mainz 05 | Total         | Total               | 13        | 0         | 3       | 0      | —           | —           | —       | —      | 16      | 0      |
| Panionios       | 2010–2011     | Superliga Greciei   | 9         | 0         | 1       | 0      | —           | —           | —       | —      | 10      | 0      |
| Tirana          | 2010–2011     | Superliga Albaniei  | 11        | 4         | 4       | 0      | —           | —           | —       | —      | 15      | 4      |
| Luzern          | 2011–2012     | Superliga Elveției  | 30        | 5         | 4       | 2      | —           | —           | —       | —      | 34      | 7      |
| Luzern          | 2012–2013     | Superliga Elveției  | 29        | 0         | 1       | 0      | 1           | 0           | —       | —      | 31      | 0      |
| Luzern          | 2013–2014     | Superliga Elveției  | 30        | 2         | 5       | 3      | —           | —           | —       | —      | 35      | 5      |
| Luzern          | 2014–2015     | Superliga Elveției  | 22        | 0         | 2       | 0      | 2           | 0           | —       | —      | 26      | 0      |
| Luzern          | 2015–2016     | Superliga Elveției  | 35        | 4         | 5       | 3      | —           | —           | —       | —      | 40      | 7      |
| Luzern          | 2016–2017     | Superliga Elveției  | 15        | 6         | 2       | 0      | 2           | 0           | —       | —      | 19      | 6      |
| Luzern          | Total         | Total               | 161       | 17        | 19      | 8      | 5           | 0           | —       | —      | 185     | 25     |
| San Jose        | 2017          | Major League Soccer | 30        | 3         | —       | —      | 3           | 0           | —       | —      | 33      | 3      |
| San Jose        | 2018          | Major League Soccer | 1         | 1         | —       | —      | 0           | 0           | —       | —      | 1       | 1      |
| San Jose        | Total         | Total               | 31        | 4         | —       | —      | 3           | 0           | —       | —      | 34      | 4      |
| Total carieră   | Total carieră | Total carieră       | 257       | 27        | 28      | 8      | 8           | 0           | 1       | 0      | 294     | 35     |

### Meciuri la națională
Începând cu data de 5 septembrie 2017 
| Echipa națională | An    | Meciuri | Goluri |
| ---------------- | ----- | ------- | ------ |
| Albania          | 2007  | 4       | 0      |
| Albania          | 2008  | 5       | 1      |
| Albania          | 2009  | 5       | 0      |
| Albania          | 2010  | 7       | 0      |
| Albania          | 2011  | 7       | 1      |
| Albania          | 2012  | 6       | 0      |
| Albania          | 2013  | 3       | 0      |
| Albania          | 2014  | 1       | 0      |
| Albania          | 2015  | -       | -      |
| Albania          | 2016  | 4       | 0      |
| Albania          | 2017  | 4       | 0      |
| Total            | Total | 46      | 2      |

#### Goluri la națională
Începând cu 10 august 2011. Albania marcând prima, rubrica scor indicând scorul după fiecare gol marcat de Hyka. 
| Nu. | Data           | loc de întâlnire                        | Selecție | Adversar      | Scor | Rezultat | Competiție |
| --- | -------------- | --------------------------------------- | -------- | ------------- | ---- | -------- | ---------- |
| 1   | 20 august 2008 | Stadionul Qemal Stafa, Tirana, Albania  | 6        | Liechtenstein | 1 -0 | 2-0      | Amical     |
| 2   | 10 august 2011 | Stadionul Loro Boriçi, Shkodër, Albania | 23       | Muntenegru    | 2 -2 | 3-2      | Amical     |

## Titluri

### Club
- Tippeligaen : 2006
- Superliga Greciei: 2006-2007
- Cupa Albaniei: 2010-2011
- Super Liga Elveției: Locul secund 2011-2012

### Individual
- Jucătorul lunii în Superliga Elveției: aprilie 2016[41]